# Resolució 2237 del Consell de Seguretat de les Nacions Unides
La Resolució 2237 del Consell de Seguretat de les Nacions Unides fou adoptada per unanimitat el 2 de setembre de 2015. El Consell va ampliar l'embargament d'armes contra Libèria nou mesos, alhora que va aixecar totes les altres sancions imposades contra aquells que amenaçaven l'estabilitat d'aquest país.

## Contingut
Libèria encara estava treballant en la legislació i la supervisió de la gestió d'armes i municions i en la reforma del seu exèrcit, la policia i el control de fronteres. Es va instar el país a restringir ràpidament el comerç il·legal d'armes.
L'embargament d'armes contra el país es va estendre de nou per nou mesos. Per contra, es van aixecar les prohibicions de viatjar i les sancions financeres. El mandat del grup d'experts que supervisava ara només l'embargament es va allargar per deu mesos.